# Caleta Barros
Die Caleta Barros (spanisch, in Argentinien Caleta Esquitines) ist eine Nebenbucht der Wilhelmina Bay an der Danco-Küste des Grahamlands im Norden der Antarktischen Halbinsel. Sie liegt südwestlich einer Halbinsel, die sich am Südostufer der Wilhelmina Bay in nordnordwestlicher Richtung erstreckt.
Chilenische Wissenschaftler benannten sie nach Ramón Barros González, Kapitän des Tankers Maipo bei der 7. Chilenischen Antarktisexpedition (1952–1953). Der Hintergrund der argentinischen Benennung ist nicht überliefert.